# 斑点棘颊鲉
斑点棘颊鲉（学名：Caracanthus maculatus）为棘颊鲉科头棘鲉属的鱼类。分布于印度太平洋海域、台湾岛等，主要栖息于喜住在珊瑚中。该物种的模式产地在太平洋。